# کوه چوتلا
کوه چوتلا (به انگلیسی: Chutla Peak) یک قله و کوه در ایالات متحده آمریکا است که در واشینگتن واقع شده‌است. کوه چوتلا ۱٬۸۳۰٫۹۶ متر بالاتر از سطح دریا واقع شده‌است.